# Маэнца, Винченцо
Винченцо «Мальчик-с-пальчик» Маэнца (итал. Vincenzo "Pollicino" Maenza; род. 2 мая 1962, Имола, Эмилия-Романья) — итальянский борец греко-римского стиля, двукратный чемпион Олимпийских игр, чемпион Европы, двукратный чемпион Средиземноморских игр, 13-кратный чемпион Италии.

## Биография
В детстве весил всего 27 килограммов и страдал сколиозом. В 12-летнем возрасте в Фаэнце стал заниматься борьбой.
Уже в 1979 году, в семнадцатилетнем возрасте, занял второе место на Средиземноморских играх среди взрослых. В 1980 году выступил на чемпионате Европы среди взрослых и занял седьмое место. В 1980 году стал вторым на чемпионате мира среди юниоров и третьим на чемпионате Европы среди юниоров.
На Летних Олимпийских играх 1980 года в Москве боролся в категории до 48 килограммов (первый наилегчайший вес). Выбывание из турнира проходило по мере накопления штрафных баллов. За чистую победу штрафные баллы не начислялись, за победу за явным преимуществом начислялось 0,5 штрафных балла, за победу по очкам 1 штрафной балл, за ничью 2 или 2,5 штрафных балла, за поражение по очкам 3 балла, поражение за явным преимуществом 3,5 балла, чистое поражение — 4 балла. Если борец набирал 6 или более штрафных баллов, он выбывал из турнира. Титул оспаривали 10 человек. После двух поражений, 18-летний дебютант выбыл из турнира, тем не менее заняв седьмое место.
| Круг | Соперник        | Страна    | Результат | Основание                 | Время схватки |
| ---- | --------------- | --------- | --------- | ------------------------- | ------------- |
| 1    | Рейо Хаапаранта | Финляндия | Поражение | 9-10 (3 штрафных балла)   |               |
| 2    | Павел Христов   | Болгария  | Поражение | 4-14 (3,5 штрафных балла) |               |

В 1981 году остался третьим на чемпионате Европы, в 1982 стал чемпионом мира. В 1983 году на чемпионате Европы также был только пятым; в том же году победил на Средиземноморских играх. В 1984 году завоевал «бронзу» на европейском первенстве.
На Летних Олимпийских играх 1984 года в Лос-Анджелесе боролся в категории до 48 килограммов (первый наилегчайший вес). Участники турнира, числом в 12 человек в категории, были разделены на две группы. За победу в схватках присуждались баллы, от 4 баллов за чистую победу и 0 баллов за чистое поражение. Когда в каждой группе определялись три борца с наибольшими баллами (борьба проходила по системе с выбыванием после двух поражений), они разыгрывали между собой места в группе. Затем победители групп встречались в схватке за первое-второе места, занявшие второе место — за третье-четвёртое места, занявшие третье место — за пятое-шестое места. Винченцо Маенца вышел в финал в группе, где снова победил своих соперников, а в финале не оставил шансов немцу Маркусу Шёреру.
| Круг                           | Соперник       | Страна                                       | Результат | Основание                               | Время схватки |
| ------------------------------ | -------------- | -------------------------------------------- | --------- | --------------------------------------- | ------------- |
| 1                              | Салих Бора     | Турция                                       | Победа    | 3-0 (3 балла)                           |               |
| 2                              | Ли Хайшенг     | Китай                                        | Победа    | 13-0 (4 балла)                          | 2:55          |
| 3                              | Кент Андерссон | Швеция                                       | Победа    | 3-0 (3 балла)                           | 5:35          |
| Финал в группе «А» (встреча 1) | Салих Бора     | Турция                                       | Победа    | Зачёт предварительной схватки (3 балла) |               |
| Финал в группе «А» (встреча 2) | Кент Андерссон | Швеция                                       | Победа    | Зачёт предварительной схватки (3 балла) |               |
| Финал                          | Маркус Шерер   | Федеративная Республика Германии (1949—1990) | Победа    | 12-0                                    | 1:59          |

В 1985 году занял первое место на суперчемпионате мира в Токио. В 1986 году занял третье место на чемпионате Европы, а в следующем году стал победителем чемпионата Европы и занял второе место на чемпионате мира. Также стал победителем международного турнира Гала Гран-при FILA. В 1988 году снова стал победителем Средиземноморских игр.
На Летних Олимпийских играх 1988 года в Сеуле боролся в категории до 48 килограммов (первый наилегчайший вес). Участники турнира, числом в 15 человек в категории, были разделены на две группы. За победу в схватках присуждались баллы, от 4 баллов за чистую победу и 0 баллов за чистое поражение. Когда в каждой группе определялись четыре борца с наибольшими баллами (борьба проходила по системе с выбыванием после двух поражений), они разыгрывали между собой места в группе. Затем победители групп встречались в схватке за первое-второе места, занявшие второе место — за третье-четвёртое места, занявшие третье место — за пятое-шестое места, четвёртое — за седьмое-восьмое места. Винченцо Маенца ровно прошёл весь турнир, победив во всех схватках, и стал двукратным чемпионом олимпийских игр.
| Круг  | Соперник       | Страна                                       | Результат | Основание        | Время схватки |
| ----- | -------------- | -------------------------------------------- | --------- | ---------------- | ------------- |
| 1     | Ларс Рёниннген | Норвегия                                     | Победа    | 11-0 (3,5 балла) |               |
| 2     | Икудзо Сайто   | Япония                                       | Победа    | 9-1 (3 балла)    |               |
| 3     | Марк Фуллер    | Соединённые Штаты Америки                    | Победа    | 7-4 (3 балла)    |               |
| 4     | Братан Ценов   | Болгария                                     | Победа    | 4-3 (3,5 балла)  |               |
| 5     | Маркус Шерер   | Федеративная Республика Германии (1949—1990) | Победа    | 15-1 (3,5 балла) |               |
| Финал | Анджей Гломб   | Польша                                       | Победа    | 3-0              |               |

В 1990 году остался четвёртым на чемпионате мира, в 1991 году третьим на Средиземноморских играх.
На Летних Олимпийских играх 1992 года в Барселоне боролся в категории до 48 килограммов (первый наилегчайший вес). Участники турнира, числом в 19 человек в категории, были разделены на две группы. За победу в схватках присуждались баллы, от 4 баллов за чистую победу и 0 баллов за чистое поражение. Когда в каждой группе определялись пять борцов с наибольшими баллами (борьба проходила по системе с выбыванием после двух поражений), они разыгрывали между собой места в группе. Затем победители групп встречались в схватке за первое-второе места, занявшие второе место — за третье-четвёртое места, занявшие третье место — за пятое-шестое места, четвёртое — за седьмое-восьмое места, пятое — за девятое-десятое места. Винчецо Маенца вновь, не испытывая сложностей, продвигался к финалу, но в финале уступил Олегу Кучеренко и довольствовался только серебряной медалью.
| Круг  | Соперник        | Страна               | Результат | Основание              | Время схватки |
| ----- | --------------- | -------------------- | --------- | ---------------------- | ------------- |
| 1     | Жен Вэй         | Китай                | Победа    | 11-1 (3 балла)         |               |
| 2     | -               | -                    | -         | -                      |               |
| 3     | Моххамед Хассун | Сирия                | Победа    | 15-0 (4 балла)         | 2:24          |
| 4     | Паппу Джадав    | Индия                | Победа    | 15-0 (4 балла)         | 2:47          |
| 5     | Фуат Илдиз      | Германия             | Победа    | 13-0 (3,5 балла)       |               |
| Финал | Олег Кучеренко  | Объединённая команда | Поражение | 0-3 (3 штрафных балла) |               |

Оставил карьеру в 1994 году после травмы связок колена.
Журналисты прозвали борца «коброй в смертельном броске»
Член Зала славы борьбы FILA (2005)
Живёт с семьёй в Фаэнце. Тренирует молодёжную сборную Италии, а также является тренером подготовительных курсов министерства обороны.